# Acridoxena hewaniana
Acridoxena hewaniana (лат.) — вид кузнечиков, единственный в составе монотипических рода Acridoxena White in Smith, 1865 и трибы Acridoxenini из подсемейства Mecopodinae (или Acridoxeninae Zeuner, 1936). Западная и экваториальная тропическая Африка.

## Описание
Кузнечики буровато-землянистого цвета (длина около 7 см) с многочисленными шипами на верхней части груди. Усики очень длинные. Голова крупная, глаза мелкие. Мимикрируют под сухой лист или веточку.

## Систематика
Иногда выделяют в отдельное подсемейство Acridoxeninae Zeuner, 1936 (или даже семейство Acridoxenidae Zeuner, 1936). Рассматривается в ранге монотипических рода Acridoxena White in Smith, 1865 и трибы Acridoxenini из подсемейства Mecopodinae.